# اسکاتی سادزوت

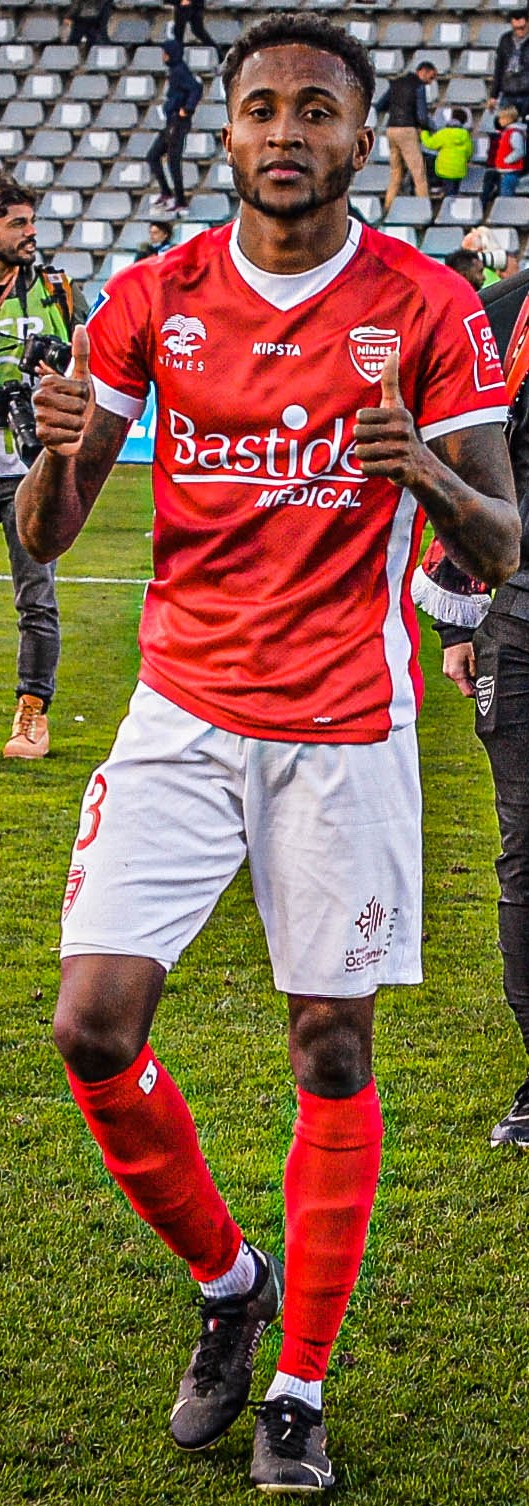
اسکاتی سادزوت در سال ۲۰۲۲

اسکاتی سادزوت (انگلیسی: Scotty Sadzoute؛ زادهٔ ۲۹ آوریل ۱۹۹۸) بازیکن فوتبال اهل فرانسه است.